# Basem Fatahi
Basem Fatahi Othman (ur. 1 września 1982 w Ammanie) – jordański piłkarz, grający na pozycji obrońcy w klubie Al-Wehdat.

## Kariera klubowa
Basem Fatahiw latach 1998-2009 występował w klubie Al-Wehdat Amman. Z Al-Wahdat pięciokrotnie wywalczył mistrzostwo Jordanii w 1998, 2005, 2007, 2008, 2009, dwukrotnie Puchar Jordanii w 2008, 2009, trzykrotnie Superpuchar Jordanii w 2008, 2009, 2010. W sezonie 2009/2010 grał w saudyjskim Al-Watani. W latach 2010–2015 ponownie grał w Al-Wehdat. W 2011, 2014 i 2015 został z nim mistrzem kraju, a w 2011 i 2014 zdobył jego puchar. W sezonie 2015/2016 był zawodnikiem katarskiego Al-Shamal SC. W 2016 wrócił do Al-Wehdat i w 2018 wywalczył z nim mistrzostwo.

## Kariera reprezentacyjna
W reprezentacji Jordanii Fatahi zadebiutował 28 stycznia 2005 w zremisowanym 0:0 towarzyskim meczu z Norwegią. W 2008 roku uczestniczył w eliminacjach Mistrzostw Świata 2010. W 2011 został powołany na Puchar Azji. W reprezentacji rozegrał 65 spotkań i strzelił 1 gola.